# Torneo dei quattro trampolini
Il Torneo dei quattro trampolini (noto anche come Tournée dei quattro trampolini, in tedesco: "Vierschanzentournee") è una competizione di salto con gli sci che comprende quattro gare che si disputano annualmente tra la fine di dicembre e l'inizio di gennaio in quattro differenti località alpine, due in Germania (Oberstdorf e Garmisch-Partenkirchen) e due in Austria (Innsbruck e Bischofshofen).

## Storia
Istituito nel 1952, il torneo viene assegnato al saltatore che totalizza il punteggio complessivo più alto sui quattro eventi. Al contrario del sistema di punteggio della Coppa del mondo, per determinare il vincitore vengono sommati i punti di ogni singolo salto di gara. Con la nascita della Coppa del mondo di salto con gli sci, a partire dalla stagione 1979-1980 le singole gare che compongono la tournée sono valide anche ai fini della classifica di Coppa del Mondo.

## I quattro trampolini
| Località               | Nazione  | Trampolino           | Dimensioni | Data della gara  | Primato di distanza              |
| ---------------------- | -------- | -------------------- | ---------- | ---------------- | -------------------------------- |
| Oberstdorf             | Germania | Schattenberg         | HS 137     | 29 o 30 dicembre | 143,5 m (Sigurd Pettersen, 2003) |
| Garmisch-Partenkirchen | Germania | Große Olympiaschanze | HS 142     | 1º gennaio       | 144,0 m (Dawid Kubacki, 2021)    |
| Innsbruck              | Austria  | Bergisel             | HS 128     | 3 o 4 gennaio    | 138,0 m (Michael Hayböck, 2015)  |
| Bischofshofen          | Austria  | Paul Ausserleitner   | HS 142     | 6 gennaio        | 145,0 m (Dawid Kubacki, 2019)    |

L'ordine tradizionale di svolgimento delle tappe della Tournée è stato modificato nelle seguenti occasioni:
- 1953, quando Garmisch-Partenkirchen fu la prima tappa e Oberstdorf la seconda;
- 1956-57, 1961-62, 1962-63, quando Innsbruck fu la seconda tappa e Garmisch-Partenkirchen la terza;
- 1971-72, Innsbruck fu la prima tappa e Oberstdorf la terza;
- 2007-08, 2021-22, in queste due occasioni la tappa di Innsbruck fu annullata a causa del maltempo e sostituita da una seconda tappa a Bischofshofen.

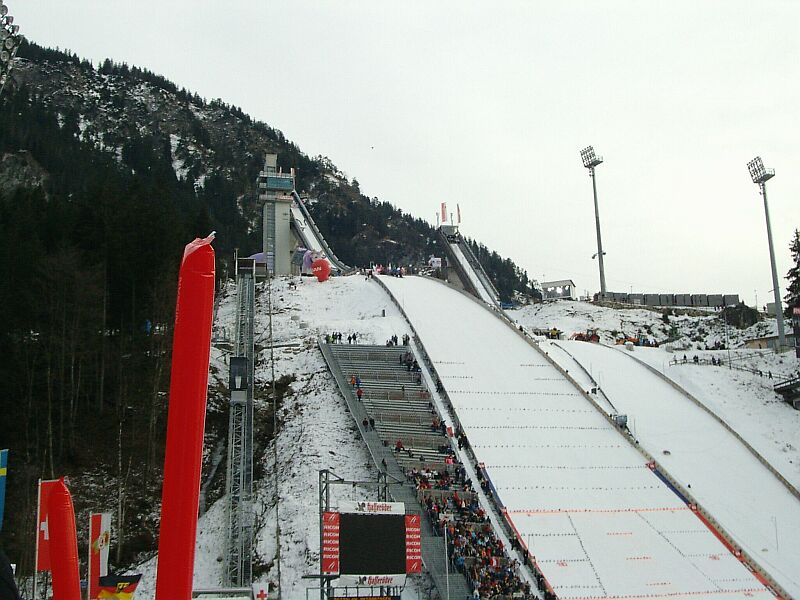
Lo Schattenberg
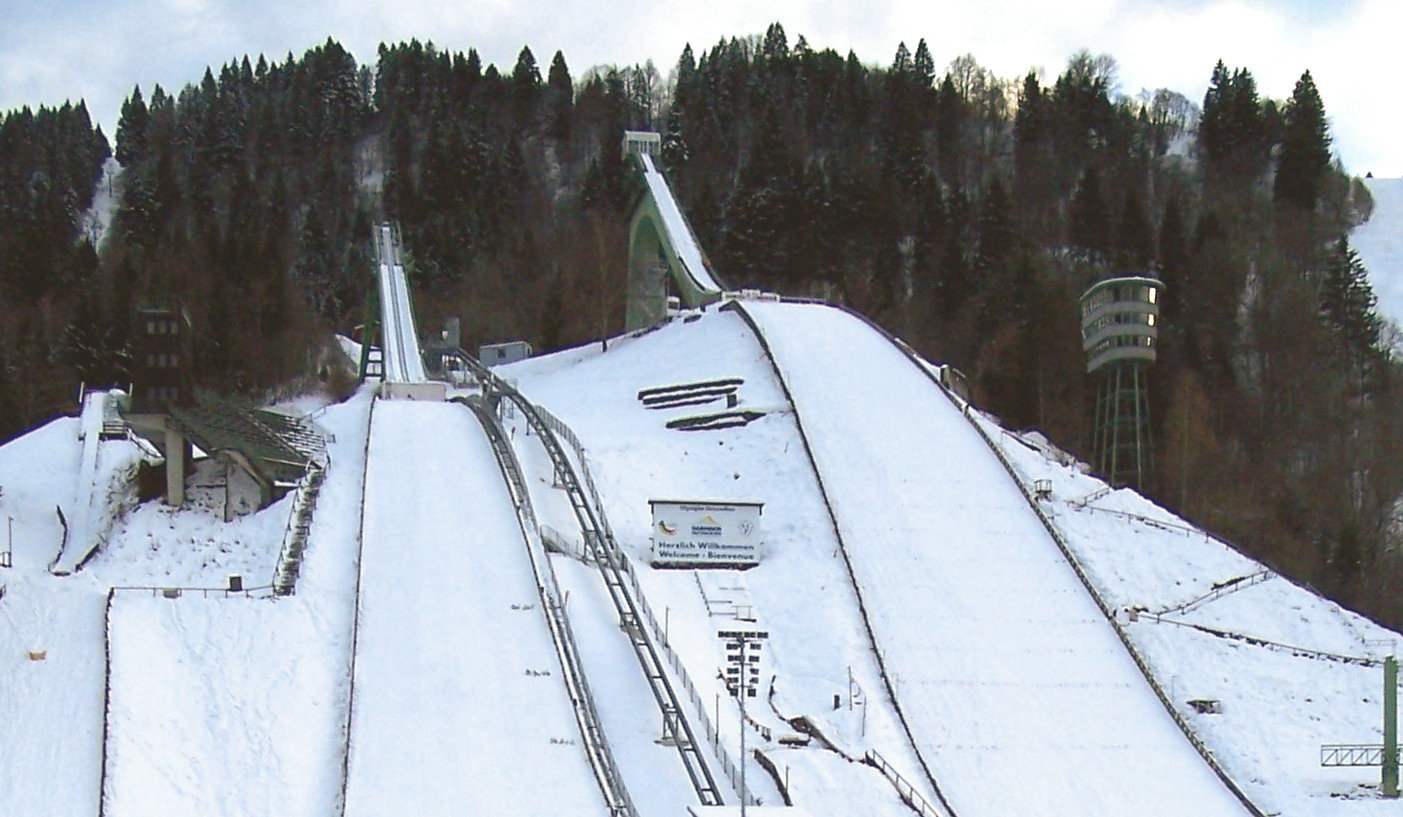
Il Große Olympiaschanze
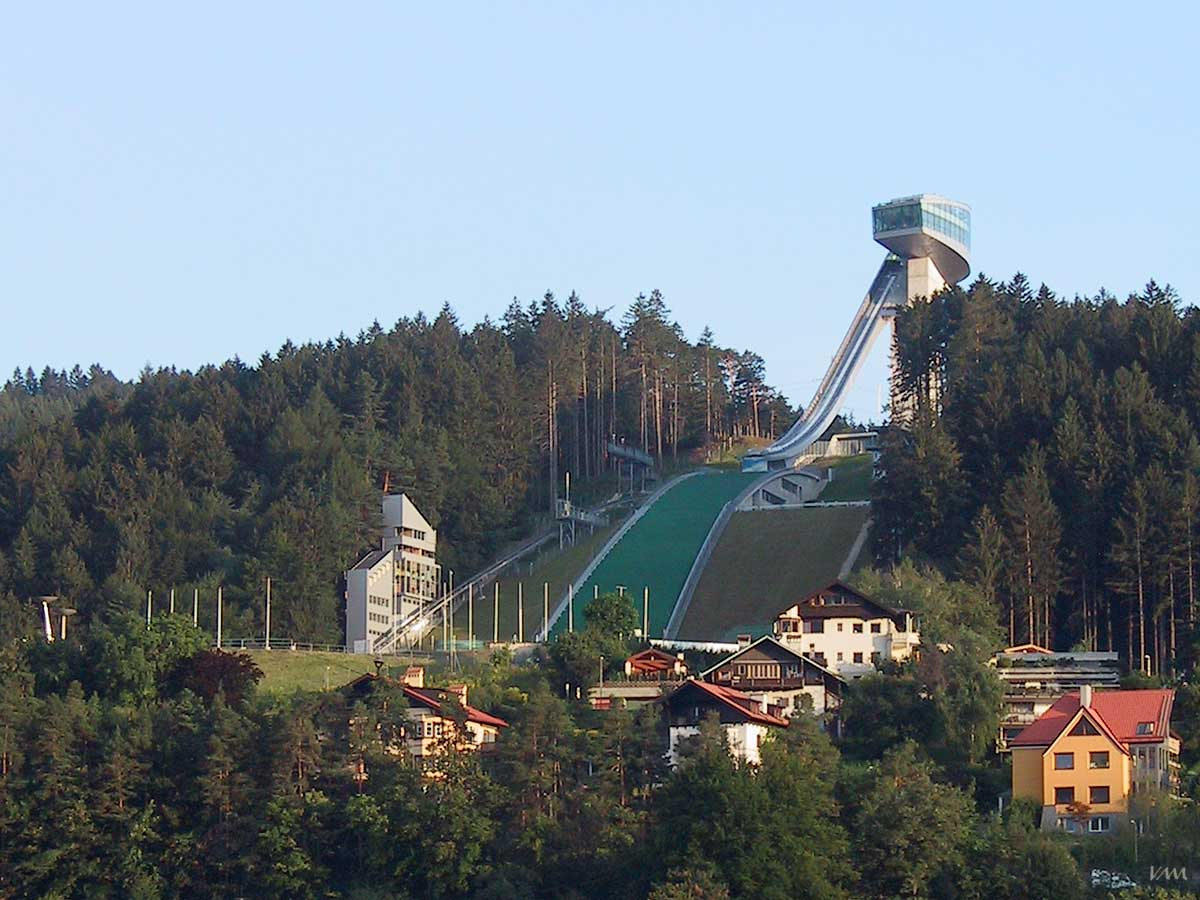
Il Bergisel
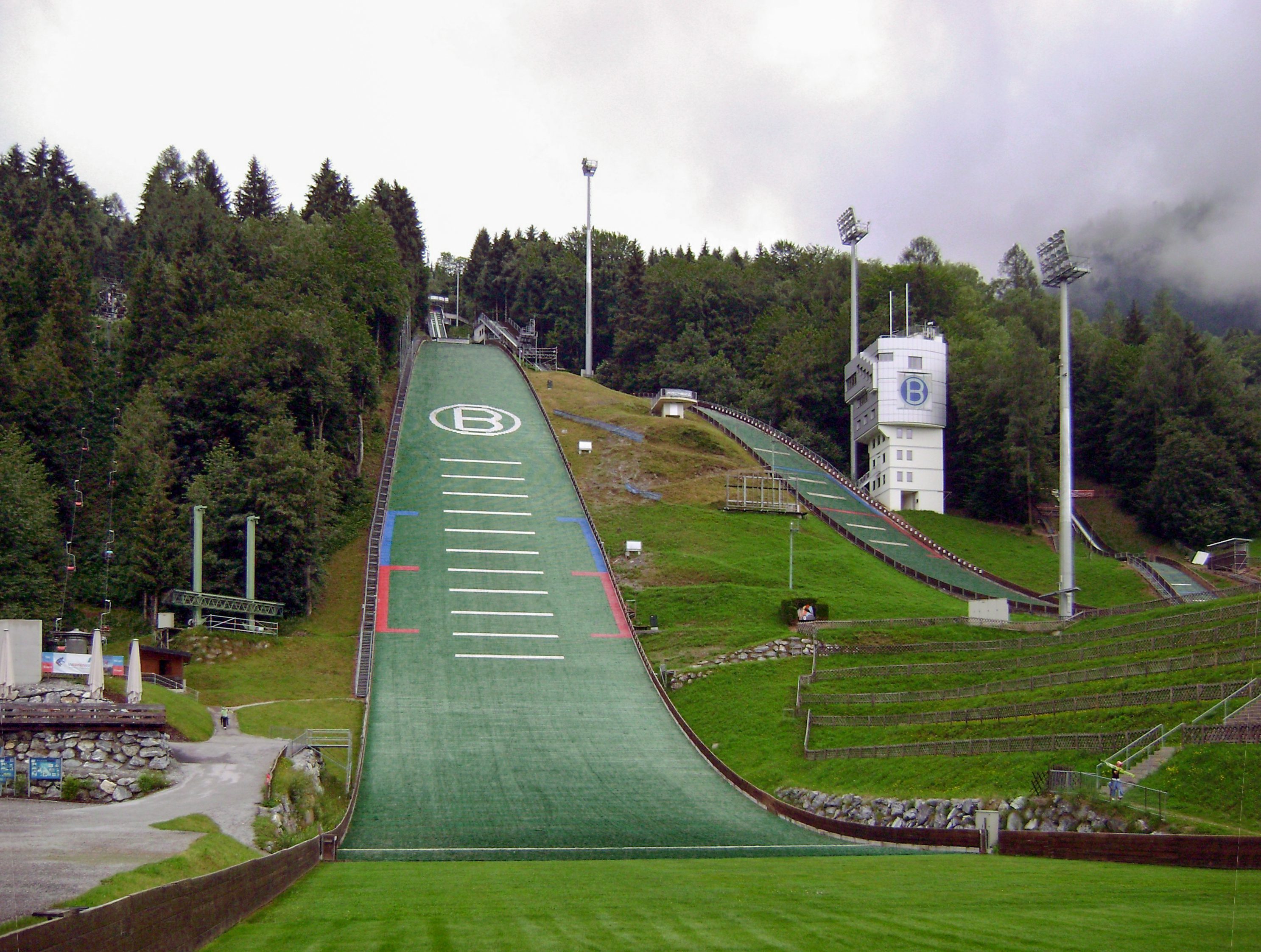
Il Paul Ausserleitner

## Sistema ad eliminazione diretta (Knock-out system)
Una delle peculiarità della Tournée, introdotta per la prima volta nell'edizione 1996-97, è la presenza di una fase ad eliminazione diretta tra i 50 saltatori che superano il turno di qualificazione: questi vengono divisi in 25 coppie, e ciascuna sfida viene vinta dal saltatore che ottiene il punteggio migliore. Gli accoppiamenti sono fissati in questo modo: il 25º affronterà il 26º, il 24º sfida il 27º, il 23º il 28º etc. fino a quando il primo classificato del turno di qualificazione affronterà il 50º. Ai 25 vincitori del proprio scontro diretto si aggiungono 5 ripescati (i cosiddetti lucky losers), ovvero i saltatori col miglior punteggio fra quelli che hanno perso il proprio scontro diretto. I 30 saltatori rimasti partecipano alla seconda e decisiva serie di salti.

## Albo d'oro
Albo d'oro dei vincitori del Torneo dei quattro trampolini:
| Stagione  | Oberstdorf                     | Garmisch- Partenkirchen      | Innsbruck                    | Bischofschofen        | Vincitore tournée        |
| --------- | ------------------------------ | ---------------------------- | ---------------------------- | --------------------- | ------------------------ |
| 1953      | Erling Kroken                  | Asgeir Dølplads              | Sepp Bradl                   | Halvor Næs            | Sepp Bradl               |
| 1953-1954 | Olaf Bjørn Bjørnstad           | Olaf Bjørn Bjørnstad         | Olaf Bjørn Bjørnstad         | Sepp Bradl            | Olaf Bjørn Bjørnstad     |
| 1954-1955 | Aulis Kallakorpi               | Aulis Kallakorpi             | Torbjørn Ruste               | Torbjørn Ruste        | Hemmo Silvennoinen       |
| 1955-1956 | Aulis Kallakorpi Eino Kirjonen | Hemmo Silvennoinen           | Koba Zakadze                 | Yuri Skvortsov        | Nikolaj Kamenskij        |
| 1956-1957 | Pentti Uotinen                 | Nikolaj Kamenskij            | Nikolai Schamov              | Eino Kirjonen         | Pentti Uotinen           |
| 1957-1958 | Nikolaj Kamenskij              | Willi Egger                  | Helmut Recknagel             | Helmut Recknagel      | Helmut Recknagel         |
| 1958-1959 | Helmut Recknagel               | Helmut Recknagel             | Helmut Recknagel             | Walter Habersatter    | Helmut Recknagel         |
| 1959-1960 | Max Bolkart                    | Max Bolkart                  | Max Bolkart                  | Alwin Plank           | Max Bolkart              |
| 1960-1961 | Juhani Kärkinen                | Koba Zakadze                 | Kalevi Kärkinen              | Helmut Recknagel      | Helmut Recknagel         |
| 1961-1962 | Eino Kirjonen                  | Georg Thoma                  | Willi Egger                  | Willi Egger           | Eino Kirjonen            |
| 1962-1963 | Toralf Engan                   | Toralf Engan                 | Toralf Engan                 | Torbjørn Yggeseth     | Toralf Engan             |
| 1963-1964 | Torbjørn Yggeseth              | Veiko Kankkonen              | Veiko Kankkonen              | Baldur Preiml         | Veiko Kankkonen          |
| 1964-1965 | Torgeir Brandtzæg              | Erkki Pukka                  | Torgeir Brandtzæg            | Bjørn Wirkola         | Torgeir Brandtzæg        |
| 1965-1966 | Veiko Kankkonen                | Paavo Lukkariniemi           | Dieter Neuendorf             | Veiko Kankkonen       | Veiko Kankkonen          |
| 1966-1967 | Dieter Neuendorf               | Bjørn Wirkola                | Bjørn Wirkola                | Bjørn Wirkola         | Bjørn Wirkola            |
| 1967-1968 | Dieter Neuendorf               | Bjørn Wirkola                | Gariy Napalkov               | Jiří Raška            | Bjørn Wirkola            |
| 1968-1969 | Bjørn Wirkola                  | Bjørn Wirkola                | Bjørn Wirkola                | Jiří Raška            | Bjørn Wirkola            |
| 1969-1970 | Gariy Napalkov                 | Jiří Raška                   | Bjørn Wirkola                | Jiří Raška            | Horst Queck              |
| 1970-1971 | Ingolf Mork                    | Ingolf Mork                  | Zbyněk Hubač                 | Ingolf Mork           | Jiří Raška               |
| 1971-1972 | Yukio Kasaya                   | Yukio Kasaya                 | Yukio Kasaya                 | Bjørn Wirkola         | Ingolf Mork              |
| 1972-1973 | Rainer Schmidt                 | Rainer Schmidt               | Sergei Botschkov             | Rudolf Höhnl          | Rainer Schmidt           |
| 1973-1974 | Hans-Georg Aschenbach          | Walter Steiner               | Hans-Georg Aschenbach        | Bernd Eckstein        | Hans-Georg Aschenbach    |
| 1974-1975 | Willi Pürstl                   | Karl Schnabl                 | Karl Schnabl                 | Karl Schnabl          | Willi Pürstl             |
| 1975-1976 | Toni Innauer                   | Toni Innauer                 | Jochen Danneberg             | Toni Innauer          | Jochen Danneberg         |
| 1976-1977 | Toni Innauer                   | Jochen Danneberg             | Henry Glaß                   | Walter Steiner        | Jochen Danneberg         |
| 1977-1978 | Matthias Buse                  | Jochen Danneberg             | Per Bergerud                 | Kari Yliantila        | Kari Yliantila           |
| 1978-1979 | Yury Ivanov                    | Josef Samek                  | Pentti Kokkonen              | Pentti Kokkonen       | Pentti Kokkonen          |
| 1979-1980 | Jochen Danneberg               | Hubert Neuper                | Hubert Neuper                | Martin Weber          | Hubert Neuper            |
| 1980-1981 | Hubert Neuper                  | Horst Bulau                  | Jari Puikkonen               | Armin Kogler          | Hubert Neuper            |
| 1981-1982 | Matti Nykänen                  | Roger Ruud                   | Per Bergerud Manfred Deckert | Hubert Neuper         | Manfred Deckert          |
| 1982-1983 | Horst Bulau                    | Armin Kogler                 | Matti Nykänen                | Jens Weißflog         | Matti Nykänen            |
| 1983-1984 | Klaus Ostwald                  | Jens Weißflog                | Jens Weißflog                | Jens Weißflog         | Jens Weißflog            |
| 1984-1985 | Ernst Vettori                  | Jens Weißflog                | Matti Nykänen                | Hroar Stjernen        | Jens Weißflog            |
| 1985-1986 | Pekka Suorsa                   | Pavel Ploc                   | Jari Puikkonen               | Ernst Vettori         | Ernst Vettori            |
| 1986-1987 | Vegard Opaas                   | Andreas Bauer                | Primož Ulaga                 | Tuomo Ylipulli        | Ernst Vettori            |
| 1987-1988 | Pavel Ploc                     | Matti Nykänen                | Matti Nykänen                | Matti Nykänen         | Matti Nykänen            |
| 1988-1989 | Dieter Thoma                   | Matti Nykänen                | Jan Boklöv                   | Mike Holland          | Risto Laakkonen          |
| 1989-1990 | Dieter Thoma                   | Jens Weißflog                | Ari-Pekka Nikkola            | František Jež         | Dieter Thoma             |
| 1990-1991 | Jens Weißflog                  | Andreas Felder Jens Weißflog | Ari-Pekka Nikkola            | Andreas Felder        | Jens Weißflog            |
| 1991-1992 | Toni Nieminen                  | Andreas Felder               | Toni Nieminen                | Toni Nieminen         | Toni Nieminen            |
| 1992-1993 | Christof Duffner               | Noriaki Kasai                | Andreas Goldberger           | Andreas Goldberger    | Andreas Goldberger       |
| 1993-1994 | Jens Weißflog                  | Espen Bredesen               | Andreas Goldberger           | Espen Bredesen        | Espen Bredesen           |
| 1994-1995 | R. Schwarzenberger             | Janne Ahonen                 | Kazuyoshi Funaki             | Andreas Goldberger    | Andreas Goldberger       |
| 1995-1996 | Mika Laitinen                  | R. Schwarzenberger           | Andreas Goldberger           | Jens Weißflog         | Jens Weißflog            |
| 1996-1997 | Dieter Thoma                   | Primož Peterka               | Kazuyoshi Funaki             | Dieter Thoma          | Primož Peterka           |
| 1997-1998 | Kazuyoshi Funaki               | Kazuyoshi Funaki             | Kazuyoshi Funaki             | Sven Hannawald        | Kazuyoshi Funaki         |
| 1998-1999 | Martin Schmitt                 | Martin Schmitt               | Noriaki Kasai                | Andreas Widhölzl      | Janne Ahonen             |
| 1999-2000 | Martin Schmitt                 | Andreas Widhölzl             | Andreas Widhölzl             | Andreas Widhölzl      | Andreas Widhölzl         |
| 2000-2001 | Martin Schmitt                 | Noriaki Kasai                | Adam Małysz                  | Adam Małysz           | Adam Małysz              |
| 2001-2002 | Sven Hannawald                 | Sven Hannawald               | Sven Hannawald               | Sven Hannawald        | Sven Hannawald           |
| 2002-2003 | Sven Hannawald                 | Primož Peterka               | Janne Ahonen                 | Bjørn Einar Romøren   | Janne Ahonen             |
| 2003-2004 | Sigurd Pettersen               | Sigurd Pettersen             | Peter Žonta                  | Sigurd Pettersen      | Sigurd Pettersen         |
| 2004-2005 | Janne Ahonen                   | Janne Ahonen                 | Janne Ahonen                 | Martin Höllwarth      | Janne Ahonen             |
| 2005-2006 | Janne Ahonen                   | Jakub Janda                  | Lars Bystøl                  | Janne Ahonen          | Janne Ahonen Jakub Janda |
| 2006-2007 | Gregor Schlierenzauer          | Andreas Küttel               | Anders Jacobsen              | Gregor Schlierenzauer | Anders Jacobsen          |
| 2007-2008 | Thomas Morgenstern             | Gregor Schlierenzauer        | Janne Ahonen                 | Janne Ahonen          | Janne Ahonen             |
| 2008-2009 | Simon Ammann                   | Wolfgang Loitzl              | Wolfgang Loitzl              | Wolfgang Loitzl       | Wolfgang Loitzl          |
| 2009-2010 | Andreas Kofler                 | Gregor Schlierenzauer        | Gregor Schlierenzauer        | Thomas Morgenstern    | Andreas Kofler           |
| 2010-2011 | Thomas Morgenstern             | Simon Ammann                 | Thomas Morgenstern           | Tom Hilde             | Thomas Morgenstern       |
| 2011-2012 | Gregor Schlierenzauer          | Gregor Schlierenzauer        | Andreas Kofler               | Thomas Morgenstern    | Gregor Schlierenzauer    |
| 2012-2013 | Anders Jacobsen                | Anders Jacobsen              | Gregor Schlierenzauer        | Gregor Schlierenzauer | Gregor Schlierenzauer    |
| 2013-2014 | Simon Ammann                   | Thomas Diethart              | Anssi Koivuranta             | Thomas Diethart       | Thomas Diethart          |
| 2014-2015 | Stefan Kraft                   | Anders Jacobsen              | Richard Freitag              | Michael Hayböck       | Stefan Kraft             |
| 2015-2016 | Severin Freund                 | Peter Prevc                  | Peter Prevc                  | Peter Prevc           | Peter Prevc              |
| 2016-2017 | Stefan Kraft                   | Daniel-André Tande           | Daniel-André Tande           | Kamil Stoch           | Kamil Stoch              |
| 2017-2018 | Kamil Stoch                    | Kamil Stoch                  | Kamil Stoch                  | Kamil Stoch           | Kamil Stoch              |
| 2018-2019 | Ryōyū Kobayashi                | Ryōyū Kobayashi              | Ryōyū Kobayashi              | Ryōyū Kobayashi       | Ryōyū Kobayashi          |
| 2019-2020 | Ryōyū Kobayashi                | Marius Lindvik               | Marius Lindvik               | David Kubacki         | Dawid Kubacki            |
| 2020-2021 | Karl Geiger                    | David Kubacki                | Kamil Stoch                  | Kamil Stoch           | Kamil Stoch              |
| 2021-2022 | Ryōyū Kobayashi                | Ryōyū Kobayashi              | Ryōyū Kobayashi              | Daniel Huber          | Ryōyū Kobayashi          |
| 2022-2023 | Halvor Egner Granerud          | Halvor Egner Granerud        | Dawid Kubacki                | Halvor Egner Granerud | Halvor Egner Granerud    |
| 2023-2024 | Andreas Wellinger              | Anže Lanišek                 | Jan Hörl                     | Stefan Kraft          | Ryōyū Kobayashi          |
| 2024-2025 | Stefan Kraft                   | Daniel Tschofenig            | Stefan Kraft                 | Daniel Tschofenig     | Daniel Tschofenig        |

## Record e statistiche

### Atleti
| Numero di vittorie | Atleta           | Nazione               | Edizioni vinte               |
| ------------------ | ---------------- | --------------------- | ---------------------------- |
| 5                  | Janne Ahonen     | Finlandia             | 1999, 2003, 2005, 2006, 2008 |
| 4                  | Jens Weißflog    | Germania Est Germania | 1984, 1985, 1991, 1996       |
| 3                  | Helmut Recknagel | Germania Est          | 1958, 1959, 1961             |
| 3                  | Bjørn Wirkola    | Norvegia              | 1967, 1968, 1969             |
| 3                  | Kamil Stoch      | Polonia               | 2017, 2018, 2021             |
| 3                  | Ryōyū Kobayashi  | Giappone              | 2019, 2022, 2024             |

Il primato del maggior numero di vittorie appartiene al finlandese Janne Ahonen, che si è aggiudicato il trofeo cinque volte. Jens Weißflog è stato invece il primo atleta a raggiungere le quattro vittorie nella competizione, riuscendovi nell'arco di dodici anni (dalla prima vittoria nel 1983-1984 all'ultima nel 1995-1996). Helmut Recknagel, Bjørn Wirkola, Kamil Stoch e Ryōyū Kobayashi hanno vinto la tournée tre volte, col norvegese Wirkola tutt'oggi unico saltatore ad avere conquistato il trofeo per tre edizioni consecutive tra il 1966-1967 e il 1968-1969.
Nell'edizione 2005-2006 per la prima volta il torneo si è concluso con due vincitori a pari merito: il finlandese Janne Ahonen e il ceco Jakub Janda.
Jens Weißflog e Bjørn Wirkola si sono imposti entrambi in dieci tappe della tournée, record della competizione. Janne Ahonen e Gregor Schlierenzauer ne hanno conquistate nove, seguiti da Ryōyū Kobayashi a otto.
Il tedesco Sven Hannawald, vincitore del Torneo del Cinquantenario nel 2001-2002, è stato il primo saltatore ad aver vinto tutte e quattro le gare del Torneo nella stessa edizione, completando così il Grande Slam. In quell'edizione Hannawald saltò sempre con il pettorale numero 50: essendo già qualificato di diritto alle gare in quanto tra i primi quindici della classifica di Coppa del Mondo, non si presentò mai ai salti di qualificazione e gli venne dunque assegnato l'ultimo posto, il 50º, nella lista di partenza. Nell'edizione 2017-2018 il polacco Kamil Stoch ha bissato l'exploit di Hannawald vincendo tutte e quattro le tappe della tournée. La stagione successiva Ryōyū Kobayashi è diventato il terzo saltatore nella storia a completare il Grande Slam.
Nell'edizione 2000-2001 il polacco Adam Małysz vinse la competizione con un distacco di 104.4 punti sul secondo classificato, Janne Ahonen, stabilendo così il record del margine di vittoria più ampio nella storia della tournée.

### Nazioni
| Numero di vittorie | Nazione          |
| ------------------ | ---------------- |
| 17                 | Austria          |
| 16                 | Finlandia        |
| 11                 | Germania Est     |
| 11                 | Norvegia         |
| 5                  | Polonia          |
| 4                  | Giappone         |
| 3                  | Germania         |
| 2                  | Germania Ovest   |
| 2                  | Slovenia         |
| 1                  | Cecoslovacchia   |
| 1                  | Rep. Ceca        |
| 1                  | Unione Sovietica |

L'Austria detiene il record della più lunga striscia di vittorie avendo conquistato la tournée per sette edizioni consecutive tra il 2008-2009 e il 2014-2015 con ben sei saltatori diversi (Wolfgang Loitzl, Andreas Kofler, Thomas Morgenstern, Gregor Schlierenzauer, Thomas Diethart e Stefan Kraft).